# Acolastus reichmuthi
Acolastus reichmuthi es un coleóptero de la familia Chrysomelidae.
Fue descrita científicamente por primera vez en 2006 por Schoeller.